# Giacomo Carafa
Giacomo (o Jacopo) Carafa (XV secolo – Castelvetere, giugno 1488) è stato un nobile e condottiero italiano, conte di Matera e signore di Castelvetere, Corato, Gioia Tauro, Roccacinquemiglia, Roccaraso e Roccella.

## Biografia
Appartenente al ramo dei della Spina, figlio di Onofrio e Caterina, entrambi membri della famiglia Carafa, venne avviato alla carriera militare sotto il re del Regno di Napoli Ferrante d'Aragona, che cercava di contrastare i baroni ribelli che parteggiavano per il rivale al trono Giovanni d'Angiò-Valois. Aiutò in un primo momento il sovrano napoletano ad assediare e vincere a Belcastro il ribelle Antonio Centelles e poi, elevato al grado di tenente, raggiunse notorietà a seguito dell'assedio di Vasto del 1464, nel quale fece in modo che la popolazione locale, stremata dalla fame, catturasse con una rivolta il feudatario ribelle Antonio Caldora. Per il successo ottenuto, nel 1479 il re fece in modo che acquistasse per la somma di 4 000 ducati le signorie di Castelvetere e Roccella, entrambe in Calabria, appartenute rispettivamente ad Antonio Centelles e Galeotto Baldassino. Il Carafa, già possessore di tre feudi in Abruzzo, tra cui Roccacinquemiglia e Roccaraso, ottenuti per eredità paterna, vide così accrescere i suoi domini feudali, cui si aggiunsero poi la contea di Matera e la signoria di Corato nel 1486. Fu inoltre insignito nel 1463 dell'Ordine dell'Ermellino. Nominato nel 1459 generale dell'esercito regio in Calabria, insieme ad Antonello di Caivano si occupò fino al 1470 di mantenere l'ordine pubblico nel territorio. Ritiratosi quindi dalla vita politica e militare a causa dell'età avanzata, morì a Castelvetere nel giugno del 1488 e fu ivi sepolto.

## Discendenza
Giacomo Carafa si sposò con Antonella di Molise, dalla quale ebbe due figli e una figlia:
- Vincenzo, primogenito, conte di Grotteria e Matera, che alla morte del padre ne ereditò tutti i feudi; nel 1488 sposò Berardina Siscara[3];
- Giovanni, secondogenito, conte di Policastro, il quale sposò Giovannella Sanz[4];
- Francesca, terzogenita, andata in sposa a Giovanni Battista Frangipane della Tolfa[1].